# Tina Frank (Sängerin)
Tina Frank (* 17. November 1974 als Christina Frank) ist eine deutsche Sängerin.

## Leben
Frank erhielt ihren ersten Klavierunterricht mit acht Jahren. Später folgten noch Kirchenorgel- und Schlagzeugunterricht, eine Gesangsausbildung bei der US-amerikanischen Sopranistin Delcina Stevenson von 1993 bis 1996, und dann ein Studium in Jazzgesang bei Karen Edwards (Hauptfach Jazz-Gesang) und Nikolaus Hillebrand (klassische Stimmbildung) am Richard-Strauss-Konservatorium München von 1996 bis 1999. Während ihres Studiums sang sie von 1996 bis 1998 im Landesjugend-Jazzorchester Bayern und trat auch mit dem Summit Jazz Orchestra beim Montreux Jazz Festival auf. Zudem sang sie auch in Harald Rüschenbaums Jazz-Big-Band.
Im Herbst 1998 war sie Co-Sängerin von Oli P. in dessen dritter Single, einer gerappten Coverversion des Hits Flugzeuge im Bauch von Herbert Grönemeyer aus dem Jahr 1985, sang auf seiner Hit-Single I wish und später nochmals bei den Songs Das erste Mal tat’s noch weh und Nothing’s Gonna Change My Love for You.
Außerdem sang sie für viele Animes das deutsche Intro, z. B. Wedding Peach, Detektiv Conan, Digimon, Inuyasha und Pretty Cure.
Zum Kinofilm Derrick – Die Pflicht ruft! sang sie den Titelsong  Ich schenk Dir mein Herz, mit dem sie auch am deutschen Vorentscheid zum Eurovision Song Contest antrat. Der Song schaffte es 2004 auf Platz 98 der deutschen Charts. Die Musik des Titels schrieben Robert Schulte-Hemming, Jens Langbein und Jörn Christof Heilbut, den Text schrieben Schulte-Hemming und Langbein zusammen mit Jan-Phillip Kelber.
Zudem ist sie auch als Vocal Coach tätig und arbeitete für Musik- und Filmproduktionen und Fernsehformate wie The Voice of Germany und The Voice Kids. Sie ist Mitglied im Bundesverband Deutscher Gesangspädagogen.

## Singles
| Jahr | Titel Album                                      | Höchstplatzierung, Gesamtwochen, AuszeichnungChartplatzierungen (Jahr, Titel, Album, Platzierungen, Wochen, Auszeichnungen, Anmerkungen) | Höchstplatzierung, Gesamtwochen, AuszeichnungChartplatzierungen (Jahr, Titel, Album, Platzierungen, Wochen, Auszeichnungen, Anmerkungen) | Höchstplatzierung, Gesamtwochen, AuszeichnungChartplatzierungen (Jahr, Titel, Album, Platzierungen, Wochen, Auszeichnungen, Anmerkungen) | Anmerkungen                                        |
| Jahr | Titel Album                                      | DE | AT | CH | Anmerkungen                                        |
| ---- | ------------------------------------------------ | --- | --- | --- | -------------------------------------------------- |
| 1998 | Flugzeuge im Bauch Mein Tag                      | DE1 ×3Dreifachplatin · (23 Wo.)DE | AT1 Platin · (17 Wo.)AT | CH1 Platin · (18 Wo.)CH | Erstveröffentlichung: 7. September 1998 mit Oli.P  |
| 1998 | I Wish Mein Tag                                  | DE2 Gold · (14 Wo.)DE | AT3 (14 Wo.)AT | CH7 (12 Wo.)CH | Erstveröffentlichung: Dezember 1998 mit Oli.P      |
| 2002 | Das erste Mal tat’s noch weh Startzeit           | DE15 (11 Wo.)DE | AT15 (13 Wo.)AT | — | Erstveröffentlichung: 30. September 2002 mit Oli.P |
| 2002 | Nothing’s Gonna Change My Love for You Startzeit | DE30 (9 Wo.)DE | AT46 (7 Wo.)AT | — | Erstveröffentlichung: 25. November 2002 mit Oli.P  |
| 2004 | Ich schenk’ dir mein Herz –                      | DE98 (1 Wo.)DE | — | — | Erstveröffentlichung: Februar 2004                 |

Weitere Singles
- 2000: Hinterm Horizont geht's weiter
- 2011: Fällig